# Нижньодуванська селищна територіальна громада
Нижньодуванська селищна територіальна громада — територіальна громада в Україні, на території Сватівського району Луганської області. Адміністративний центр — селище Нижня Дуванка.
Площа громади — 226,7 км², населення — 3180 мешканців (2018).
Утворена 12 червня 2017 року шляхом об'єднання Нижньодуванської селищної ради Сватівського району та Новочервоненської сільської
ради Троїцького району.
Тарасівська сільська рада, Оборотнівська сільська рада, Верхньодуванська сільська рада

## Населені пункти
У складі громади селище Нижня Дуванка; села: Верхня Дуванка, Вестатівка, Куликівка, Лебедівка, Наугольне, Новониканорівка, Новочервоне, Оборотнівка, Олександрівка, Пилипівка, Полтава, Преображенне, Софіївка, Тарасівка, Твердохлібове і Яблунівка.